# Steve Martins
Steve Martins (né le 13 avril 1972 à Gatineau, Québec au Canada) est un joueur professionnel canadien de hockey sur glace.

## Carrière de joueur
Après une bonne carrière universitaire à l'Université Harvard, il se joignit aux Whalers de Hartford. Aux cours de sa carrière, il sépara son temps entre les clubs écoles de la Ligue nationale de hockey et aux clubs de la grande ligue.
Reconnu pour son style agressif, il réussit tout de même à jouer quelques saisons dans la LNH. Par contre, il remporta les championnats de la Ligue internationale de hockey et de la Ligue américaine de hockey. Il évolue présentement pour les Wolves de Chicago.

## Statistiques
| Saison     | Équipe                          | Ligue      |     | Saison régulière | Saison régulière | Saison régulière | Saison régulière | Saison régulière |   | Séries éliminatoires | Séries éliminatoires | Séries éliminatoires | Séries éliminatoires | Séries éliminatoires |
| Saison     | Équipe                          | Ligue      | PJ  | B                | A                | Pts              | Pun              | PJ               | B | A                    | Pts                  | Pun                  |                      |                      |
| 1988-89    | Frontaliers de l'Outaouais      | QAAA       | 38  | 18               | 33               | 51               | 70               | -                | - | -                    | -                    | -                    |                      |                      |
| 1989-90    | Wild Boars de Choate-Rosemary   | HS         |     |                  |                  |                  |                  |                  |   |                      |                      |                      |                      |                      |
| 1990-91    | Wild Boars de Choate-Rosemary   | HS         |     |                  |                  |                  |                  |                  |   |                      |                      |                      |                      |                      |
| 1991-92    | Crimson de l'Université Harvard | NCAA       | 20  | 13               | 14               | 27               | 26               | -                | - | -                    | -                    | -                    |                      |                      |
| 1992-93    | Crimson de l'Université Harvard | NCAA       | 18  | 6                | 8                | 14               | 40               | -                | - | -                    | -                    | -                    |                      |                      |
| 1993-94    | Crimson de l'Université Harvard | NCAA       | 32  | 25               | 35               | 60               | 93               | -                | - | -                    | -                    | -                    |                      |                      |
| 1994-95    | Crimson de l'Université Harvard | NCAA       | 28  | 15               | 23               | 38               | 93               | -                | - | -                    | -                    | -                    |                      |                      |
| 1995-1996  | Falcons de Springfield          | LAH        | 30  | 9                | 20               | 29               | 10               | -                | - | -                    | -                    | -                    |                      |                      |
| 1995-1996  | Whalers de Hartford             | LNH        | 23  | 1                | 3                | 4                | 8                | -                | - | -                    | -                    | -                    |                      |                      |
| 1996-1997  | Falcons de Springfield          | LAH        | 63  | 12               | 31               | 43               | 78               | 17               | 1 | 3                    | 4                    | 26                   |                      |                      |
| 1996-1997  | Whalers de Hartford             | LNH        | 2   | 0                | 1                | 1                | 0                | -                | - | -                    | -                    | -                    |                      |                      |
| 1997-1998  | Wolves de Chicago               | LIH        | 78  | 20               | 41               | 61               | 122              | 21               | 6 | 14                   | 20                   | 28                   |                      |                      |
| 1997-1998  | Hurricanes de la Caroline       | LNH        | 3   | 0                | 0                | 0                | 0                | -                | - | -                    | -                    | -                    |                      |                      |
| 1998-1999  | Vipers de Détroit               | LIH        | 4   | 1                | 6                | 7                | 16               | -                | - | -                    | -                    | -                    |                      |                      |
| 1998-1999  | Sénateurs d'Ottawa              | LNH        | 36  | 4                | 3                | 7                | 10               | -                | - | -                    | -                    | -                    |                      |                      |
| 1999-2000  | Sénateurs d'Ottawa              | LNH        | 2   | 1                | 0                | 1                | 0                | -                | - | -                    | -                    | -                    |                      |                      |
| 1999-2000  | Lightning de Tampa Bay          | LNH        | 57  | 5                | 7                | 12               | 37               | -                | - | -                    | -                    | -                    |                      |                      |
| 2000-2001  | Vipers de Détroit               | LIH        | 8   | 5                | 4                | 9                | 4                | -                | - | -                    | -                    | -                    |                      |                      |
| 2000-2001  | Wolves de Chicago               | LIH        | 5   | 1                | 2                | 3                | 0                | 16               | 1 | 6                    | 7                    | 22                   |                      |                      |
| 2000-2001  | Lightning de Tampa Bay          | LNH        | 20  | 1                | 1                | 2                | 13               | -                | - | -                    | -                    | -                    |                      |                      |
| 2000-2001  | Islanders de New York           | LNH        | 39  | 1                | 3                | 4                | 20               | -                | - | -                    | -                    | -                    |                      |                      |
| 2001-2002  | Griffins de Grand Rapids        | LAH        | 51  | 10               | 21               | 31               | 66               | 3                | 0 | 0                    | 0                    | 0                    |                      |                      |
| 2001-2002  | Sénateurs d'Ottawa              | LNH        | 14  | 1                | 0                | 1                | 4                | 2                | 0 | 0                    | 0                    | 0                    |                      |                      |
| 2002-2003  | Senators de Binghamton          | LAH        | 26  | 5                | 11               | 16               | 31               | -                | - | -                    | -                    | -                    |                      |                      |
| 2002-2003  | Sénateurs d'Ottawa              | LNH        | 14  | 2                | 3                | 5                | 10               | -                | - | -                    | -                    | -                    |                      |                      |
| 2002-2003  | Blues de Saint-Louis            | LNH        | 28  | 3                | 3                | 6                | 18               | 2                | 0 | 1                    | 1                    | 0                    |                      |                      |
| 2003-2004  | IceCats de Worcester            | LAH        | 22  | 4                | 9                | 13               | 16               | -                | - | -                    | -                    | -                    |                      |                      |
| 2003-2004  | Blues de Saint-Louis            | LNH        | 25  | 1                | 0                | 1                | 22               | 1                | 0 | 0                    | 0                    | 0                    |                      |                      |
| 2004-2005  | JYP Jyväskylä                   | SM-liiga   | 54  | 13               | 12               | 25               | 66               | 3                | 0 | 0                    | 0                    | 4                    |                      |                      |
| 2005-2006  | Senators de Binghamton          | LAH        | 76  | 22               | 58               | 80               | 80               | -                | - | -                    | -                    | -                    |                      |                      |
| 2005-2006  | Sénateurs d'Ottawa              | LNH        | 4   | 1                | 1                | 2                | 0                | -                | - | -                    | -                    | -                    |                      |                      |
| 2006-2007  | Wolves de Chicago               | LAH        | 48  | 13               | 26               | 39               | 49               | -                | - | -                    | -                    | -                    |                      |                      |
| 2007-2008  | Wolves de Chicago               | LAH        | 76  | 17               | 40               | 57               | 78               | 22               | 2 | 7                    | 9                    | 30                   |                      |                      |
| 2008-2009  | Wolves de Chicago               | LAH        | 55  | 13               | 20               | 33               | 58               | -                | - | -                    | -                    | -                    |                      |                      |
| Totaux LNH | Totaux LNH                      | Totaux LNH | 267 | 21               | 25               | 46               | 142              | 5                | 0 | 1                    | 1                    | 0                    |                      |                      |

## Trophées et honneurs personnels
- Eastern College Athletic Conference
  - 1994 : nommé dans la 1re équipe d'étoiles
  - 1994 : joueur de l'année
- National Collegiate Athletic Association
  - 1994 : nommé dans la 1re équipe d'étoiles américaine
  - 1994 : nommé dans l'équipe d'étoiles du tournoi de championnat
- Ligue internationale de hockey
  - 1998 : remporta la Coupe Turner avec les Wolves de Chicago
- Ligue américaine de hockey
  - 2008 : remporta la Coupe Calder avec les Wolves de Chicago

## Transactions en carrière
- 20 juillet 1998 : signe un contrat comme agent libre avec les Sénateurs d'Ottawa.
- 29 octobre 1999 : réclamé au ballotage par le Lightning de Tampa Bay des Sénateurs d'Ottawa.
- 3 janvier 2001 : échangé aux Islanders de New York par le Lightning de Tampa Bay en retour de considérations futurs.
- 30 août 2001 : signe un contrat comme agent libre avec les Sénateurs d'Ottawa.
- 15 janvier 2003 : réclamé au ballotage par les Blues de Saint-Louis des Sénateurs d'Ottawa.
- 19 août 2005 : signe un contrat comme agent libre avec les Sénateurs d'Ottawa.